# Трик-иль-Висга
Башня Трик-иль-Висга (мальт. Torri ta' Triq il-Wiesgħa), также башня Мвейхель (мальт. Torri ta' Mwejġel или мальт. Torri tal-Imwiegħel) ― двухэтажная сторожевая башня вблизи города Заббар на Мальте. Была построена в 1659 году. Это девятая по счёту башня среди башен Де Редин. В XX веке башня получила значительные повреждения (часть конструкций была разрушена), но благодаря реставрации в 2008—2009 годах она сейчас находится в хорошем состоянии.

## История
Башня была построена в 1659 году на юго-восточном побережье Мальты, недалеко от Великой гавани. Название «Трик-иль-Висга» означает «Широкая улица», такое имя было дано башне из-за широкого отрезка береговой линии, которую ей пришлось защищать. Башня Трик иль-Висга находилась между башнями Санта-Мария-делле-Грацие (на западе) и Чонкор (на востоке), но этих двух башен больше не существует, поскольку они были снесены британскими военными. Во Время Второй мировой войны рядом с башней располагались долговременные огневые точки.

## Галерея

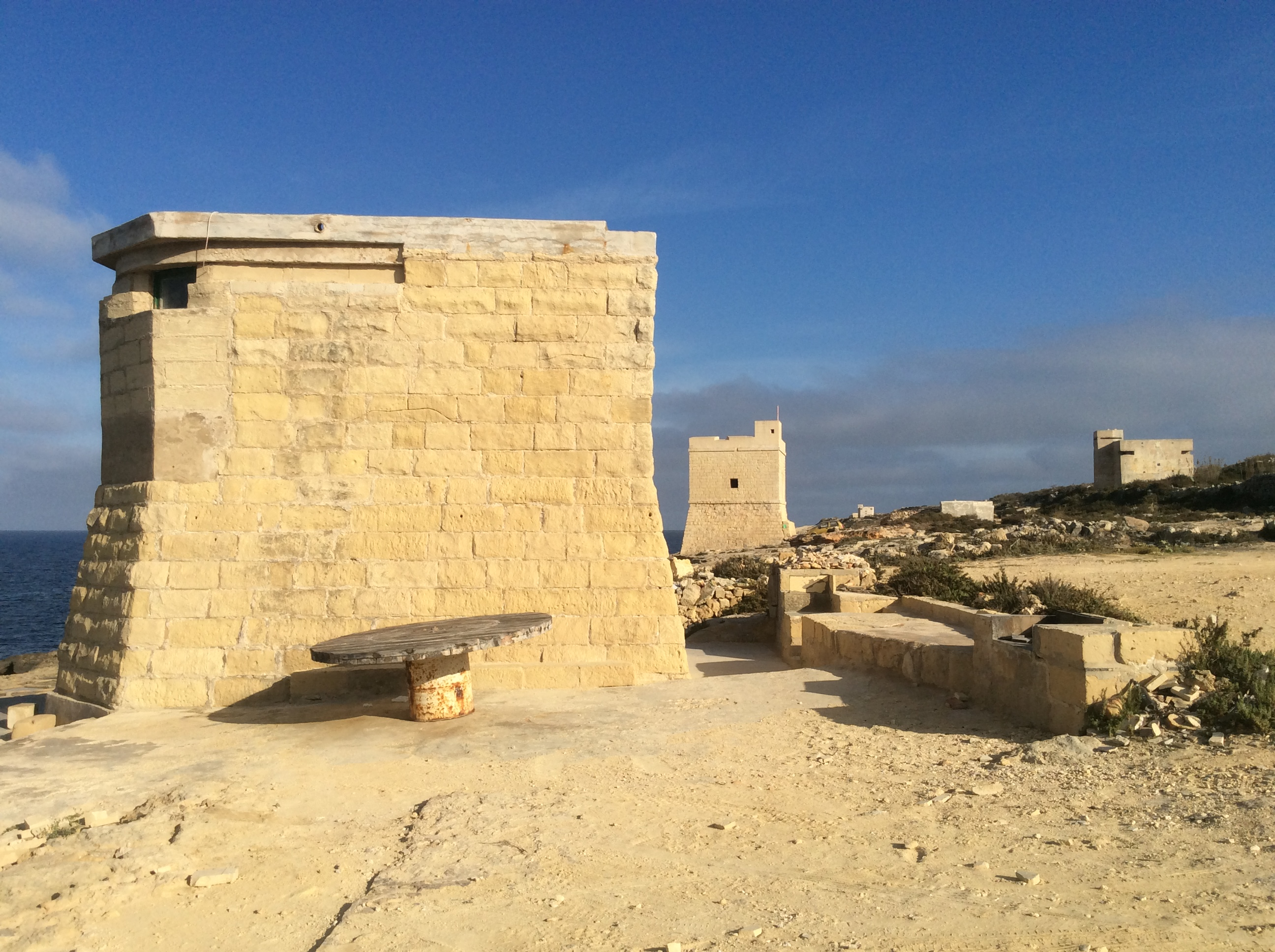
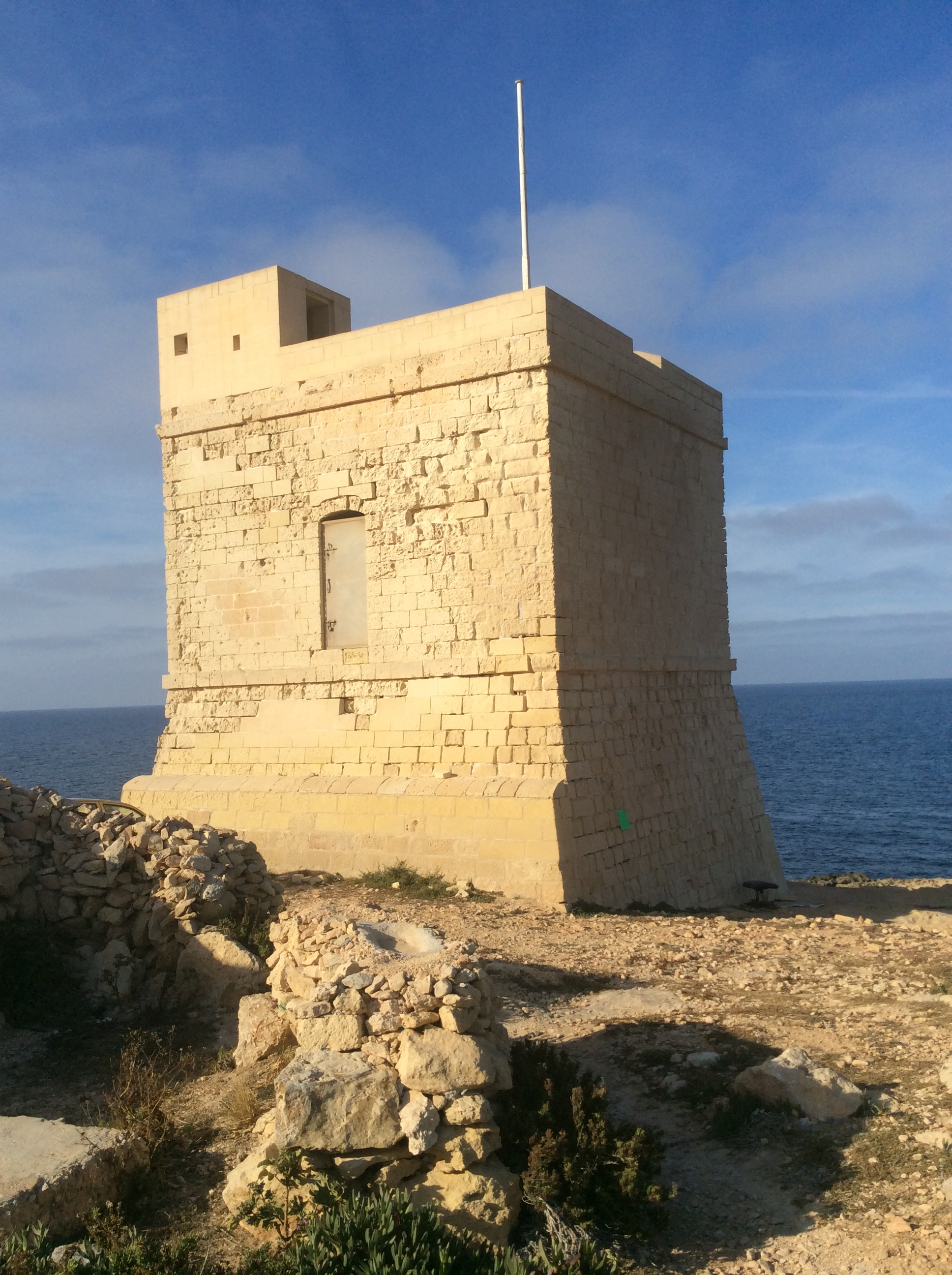
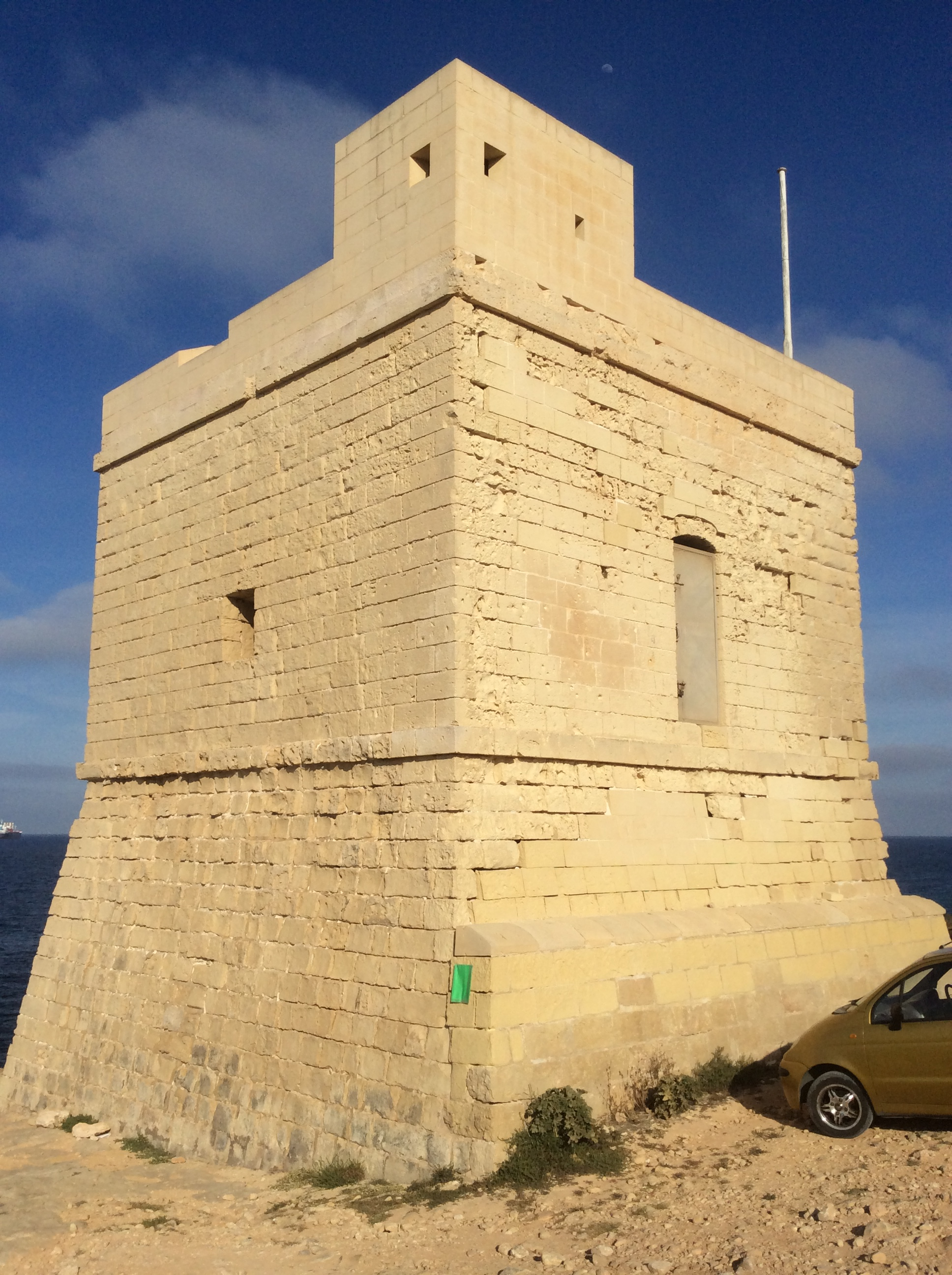